# Piazza della Repubblica (Trieste)
Piazza della Repubblica (un tempo piazza Nuova) è una piazza del centro storico di Trieste.
Si trova all'interno del borgo Teresiano, borgo storico triestino voluto dall'imperatrice Maria Teresa d'Austria nel XVIII sec. È situata a metà di via Mazzini (un tempo via Nuova) ed è formata da un allargamento della strada stessa. Lo spazio in cui si sviluppa va dall'incrocio con via Dante Alighieri (un tempo via Sant'Antonio) a quello con via Santa Caterina da Siena.
La piazza ospita sul lato sinistro lo sfarzoso palazzo della RAS (Riunione Adriatica di Sicurtà), un tempo sede della compagnia assicuratrice, sede che però da tempo è stata trasferita a Milano. Il palazzo, in stile eclettico, è stato ultimato nel 1914 su progetto dei triestini Ruggero e Arduino Berlam, e da alcuni anni ospita una struttura alberghiera.
Sul lato opposto della piazza si trova il palazzo del Creditanstalt, che ospitò successivamente l'agenzia della Banca Commerciale Italiana e oggi l'agenzia dell'Intesa Sanpaolo e quella della Cassa di Risparmio del Friuli Venezia Giulia. Il palazzo è stato ultimato nel 1910 su progetto del triestino Enrico Nordio.
All'angolo sinistro con via Dante Alighieri è situato invece uno dei più importanti esempi di Liberty triestino: il palazzo Terni-Smolars, ultimato nel 1907 su progetto del triestino di Romeo Depaoli.

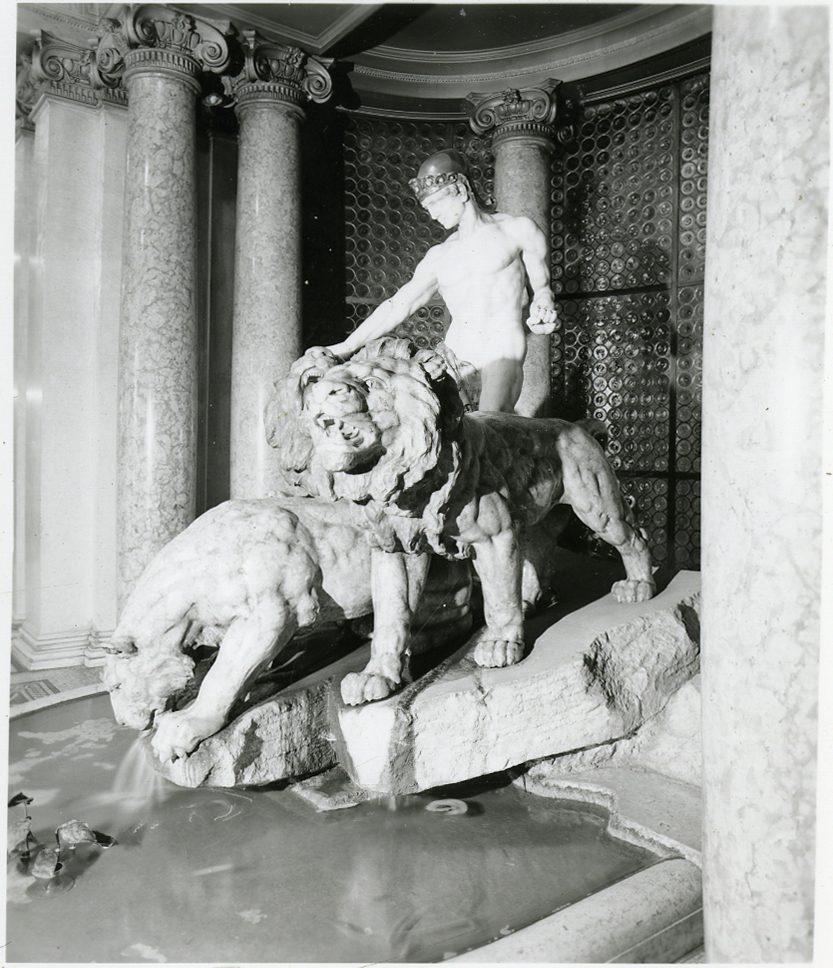
Palazzo della RAS, atrio. Vasca con complesso scultoreo. Foto di Paolo Monti, 1964